# Teupasenti
Teupasenti es un municipio del departamento de El Paraíso en la República de Honduras.

## Toponimia
Su nombre en lengua mexicana significa "Templo Respetado".

## Límites
Teupasenti está situado en las riveras del Río Jalán. El territorio de Teupasenti es irregular, predominando los cerros y montañas pero existen pequeños valles sobre todo en las riveras del Río Jalán.
| Orientación | Límite                                             |
| ----------- | -------------------------------------------------- |
| Norte       | Municipio de Guaimaca, Francisco Morazán           |
| Norte       | Municipio de Campamento, Olancho                   |
| Sur         | Municipio de Morocelí, El Paraíso                  |
| Sur         | Municipio de Jacaleapa, El Paraíso                 |
| Sur         | Municipio de Danlí, El Paraíso                     |
| Este        | Municipio de Danlí, El Paraíso                     |
| Oeste       | Municipio de Morocelí, El Paraíso                  |
| Oeste       | Municipio de San Juan de Flores, Francisco Morazán |

Teupasenti se ubica entre los meridianos 86 y 30 longitud oeste y los paralelos 14º 09' y 14º 30' latitud norte y está localizado a 580 metros sobre el nivel del mar.

## Clima
Goza de un clima agradable mayormente cálido durante casi todo el año, su temperatura oscila entre los 24C° y los 32C°.

## Historia
No se conoce con exactitud la fecha de fundación de Teupasenti.
En 1636, ya figuraba como una aldea del Departamento de Olancho.
En 1859 (1 de octubre), se le otorga el título de municipio por el presidente de Honduras, José Santos Guardiola.
Se han encontrado algunas actas de fecha 1 de octubre de 1859 en los que aparece como Municipio que pertenecía a Olancho.
En 1791, era un pueblo que pertenecía a la Parroquia de Danlí.
En 1869, cuando se crea el Departamento de El Paraíso, el Municipio de Teupasenti deja de pertenecer al Departamento de Olancho.

## Economía
Teupasenti es un municipio cuya producción se basa en la agricultura, siendo su principal producto el café, a tal grado que actualmente ocupa el cuarto lugar entre los municipios más productores de café de Honduras.
También se producen granos básicos como ser maíz y frijol, además se está cultivando el tomate y el chile dulce entre otros.
La ganadería es otra actividad a la que se dedican muchas familias, pero a baja escala.
Actualmente la Producción de Plátano ha generado otras fuentes de Trabajo, en diversos Caseríos de Teupasenti, por lo cual ahora esto genera empleo e ingresos económicos Para muchas Familias 

## Turismo
En Teupasenti existe un potencial turístico aún no explotado, sus principales atractivos son:

### Río Jalan
Es uno de los afluentes del Río Patuca y cuenta con aguas cristalinas y limpias, es muy visitado sobre todo en la época de verano.

### Reserva Biológica de El Chile
Es un área silvestre propicia para el turismo de aventura.
Los Chorros de El Chile es una caída natural de agua que baja de la montaña y de belleza sin igual.
La Vida Rural, la mayoría de los habitantes de Teupasenti viven en aldeas y caseríos, muchos de estas aldeas están ubicadas no muy lejos del pueblo por lo que se pueden visitar y apreciar el estilo de vida de sus pobladores.

## División Política
Aldeas: 39 (2013)
Caseríos: 321 (2013)
Barrios y Colonias: 10
| Código | Aldea                  |
| ------ | ---------------------- |
| 071501 | Teupasenti             |
| 071502 | Agua Fría              |
| 071503 | Bañaderos              |
| 071504 | El Cantón              |
| 071505 | El Corralito           |
| 071506 | El Chelón No. 1        |
| 071507 | El Chilito             |
| 071508 | El Encino              |
| 071509 | El Jute                |
| 071510 | El Ocotal              |
| 071511 | El Rito N.º 1          |
| 071512 | El Rito N.º 2          |
| 071513 | El Rito del Esquillal  |
| 071514 | El Rodeo               |
| 071515 | El Suyatal             |
| 071516 | Escobas Amarillas      |
| 071517 | La Aguja               |
| 071518 | La Cebadilla           |
| 071519 | La Comunidad           |
| 071520 | La Granja              |
| 071521 | La Laguna N.º 1        |
| 071522 | La Laguna N.º 2        |
| 071523 | La Zacatera            |
| 071524 | Las Cortinas           |
| 071525 | Las Delicias           |
| 071526 | Las Flores             |
| 071527 | Las Uvas               |
| 071528 | Los Plancitos N.º 1    |
| 071529 | Paso Hondo             |
| 071530 | Pedríos                |
| 071531 | Peña Blanca            |
| 071532 | Potrerillos            |
| 071533 | Quebrada del Zapotillo |
| 071534 | Saladino N.º 1         |
| 071535 | San Isidro             |
| 071536 | San José del Potrero   |
| 071537 | Santa Cruz             |
| 071538 | Santa Rosa N.º 1       |
| 071539 | Santa Rosa N.º 2       |

| Tipo    | Nombre        |
| ------- | ------------- |
| Barrio  | San José      |
| Barrio  | San Felipe    |
| Barrio  | El Progreso   |
| Barrio  | El Guanacaste |
| Barrio  | El Puente     |
| Barrio  | Las Acacias   |
| Barrio  | El Centro     |
| Barrio  | Bella Vista   |
| Barrio  | La Amistad    |
| Colonia | Felipe Pineda |
| Colonia | 1.º de Mayo   |
| Colonia | Dr Nery       |
| Colonia | Montefresco   |
| Colonia | Sierra Linda  |

## Hijos destacados
| Nombre                    | Vida      | Mérito                                                                                              |
| ------------------------- | --------- | --------------------------------------------------------------------------------------------------- |
| Rosendo Contreras Vásquez | 1876-1915 | Ingeniero civil y Ministro de Hacienda y Fomento en la presidencia de Miguel Rafael Dávila Cuéllar. |

| Nombre               | Vida             | Mérito |
| -------------------- | ---------------- | --- |
| Nery Conrado Cerrato | 2018-Actualidad. | Doctor, Político y Viceministro de Salud en asuntos de Proyectos e Inversiones. en la presidencia de Abog. Juan Orlando Hernández. |